# 帕拉瓦拉姆
帕拉瓦拉姆（Pallavaram），是印度泰米尔纳德邦Kancheepuram县的一个城镇。总人口143984（2001年）。

## 人口
该地2001年总人口143984人，其中男性73152人，女性70832人；0—6岁人口14346人，其中男7473人，女6873人；识字率80.71%，其中男性为84.42%，女性为76.87%。